# Coelichneumon metidjensis
Coelichneumon metidjensis là một loài tò vò trong họ Ichneumonidae.